# Nepenthes kongkandana
Nepenthes kongkandana là một loài nắp ấm thuộc họ Nắp ấm. Đây là loài bản địa tỉnh Songkhla miền nam Thái Lan. Loài này có quan hệ gần với loài N. kerrii.

## Loài lai tự nhiên
- N. kongkandana × N. mirabilis[1]